# Arkadiusz Pyrka
Arkadiusz Pyrka (* 20. September 2002 in Radom) ist ein polnischer Fußballspieler, der hauptsächlich als Rechtsverteidiger und Flügelspieler spielt. Er steht derzeit beim FC St. Pauli unter Vertrag.

## Karriere

### Verein
Arkadiusz Pyrka begann seine Fußballkarriere in der Jugend von Radomiak Radom, Broń Radom und Znicz Pruszków.
Sein Profidebüt gab er 2018 bei Znicz Pruszków, wo er bis 2020 spielte und 45 Spiele und zwei Tore verzeichnete. Sein Debüt machte er gegen Resovia Rzeszów am 21. Juli 2018, im Alter von 15 Jahren, 10 Monaten und einem Tag. Das Spiel gewann Znicz mit 3:1.
Im Jahr 2020 wechselte er zu Piast Gliwice, wo er zu einem wichtigen Spieler wurde und über 150 Pflichtspiele für den Verein bestritt.
Im Sommer 2025 verpflichtete ihn der deutsche Bundesligist FC St. Pauli.

### Nationalmannschaft
Pyrka durchlief ab 2020 mit der U19, U20 und zuletzt der U21 verschiedene Altersklassen der polnischen Nationalmannschaft. Mit der U21-Auswahl nahm er 2025 an der U21-Europameisterschaft teil und kam dort bis zum Vorrundenaus der Mannschaft in zwei von drei Gruppenspielen zum Einsatz.